# Friedrich Kienscherf

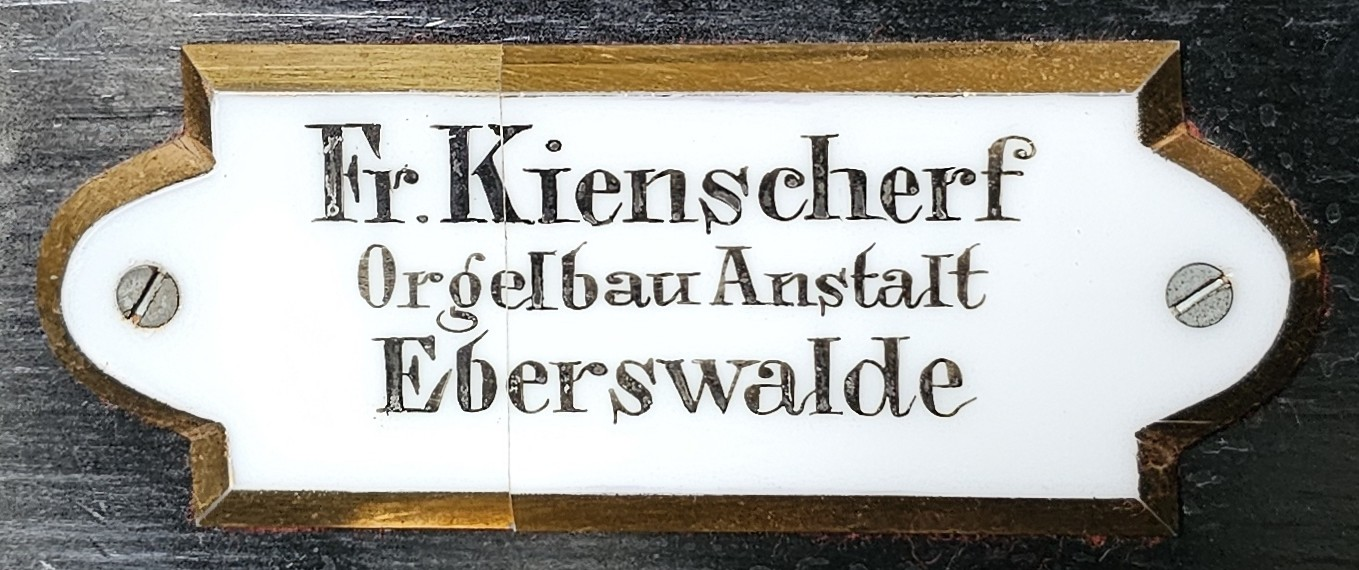
Erbauerschild in Wustermark

Friedrich Kienscherf (* 26. Juni 1818 in Lindow, Ruppiner Land; † 13. September 1890 in Neustadt Eberswalde) war ein deutscher Orgelbauer in Eberswalde.

## Leben
Friedrich Kienscherf erlernte den Orgelbau bei Gottlieb Heise in Potsdam. Er ging danach auf Wanderschaft, auch zu Carl August Buchholz in Berlin und nach Frankfurt (Oder). Am 1. September 1851 eröffnete er eine Orgelbauanstalt in Neustadt Eberswalde. Dort arbeitete zeitweise auch sein Bruder Rudolf mit. Die beiden bauten auch Physharmonikas, Handharmonikas und Drehorgeln.
Seit 1880 arbeitete der Sohn Hermann in der Werkstatt mit und übernahm 1888 die Leitung. 1890 starb Friedrich Kienscherf.
Die Söhne Hermann und Albert führten die Orgelbauanstalt weiter.
Sie besteht als Eberswalder Orgelbauwerkstatt bis heute.

## Orgeln (Auswahl)
Friedrich Kienscherf baute Orgeln vor allem in Eberswalde und Umgebung. Seit 1888 hatte der Sohn Hermann die Leitung der Werkstatt. Einige Orgeln sind erhalten. Nicht mehr vorhandene Instrumente sind kursiv gesetzt.
Orgelneubauten
| Jahr | Ort                  | Gebäude                        | Bild | Manuale | Register | Bemerkungen |
| ---- | -------------------- | ------------------------------ | ---- | ------- | -------- | --- |
| 1856 | Garzin               | Dorfkirche                     |      | I/P     | 10       | später fünf Registerzüge entfernt                                                                                  |
| 1860 | Heckelberg           | Dorfkirche                     |      | II/P    | 16       | 1917 Abgabe der Prospektpfeifen, 1945 Verlust vieler Pfeifen, 1991 Instandsetzung durch Ulrich Fahlberg            |
| 1861 | Altranft             | Dorfkirche                     |      | II/P    | 12       | erhalten |
| 1871 | Klobbicke            | Dorfkirche                     |      | I/P     | 6        | 1917 Prospektpfeifen abgegeben, 1950 Reparaturen durch Gerbig, 1993 abgetragen, seit 2004 eingelagert in Klobbicke |
| 1878 | Trampe               | Dorfkirche                     |      | II/P    | ?        | 1969 Neubau durch Ulrich Fahlberg mit Verwendung von Teilen der Kienscherf-Orgel                                   |
| 1882 | Eberswalde           | Kirche St. Peter und Paul      |      |         |          | 1930 ersetzt |
| 1887 | Gandenitz, Uckermark | Dorfkirche                     |      | I/P     | 4        | erhalten |
| 1890 | Klein Ziethen        | Französisch-reformierte Kirche |      | I/P     | 6        | [ 8 ] |
| ?    | Hoppegarten          | Dorfkirche                     |      | I/P     | 4        | Erbauungsjahr unbekannt, zwei Leerschleofen                                                                        |

Weitere Arbeiten
| Jahr | Ort        | Gebäude                 | Bild | Manuale | Register | Bemerkungen                                                                                               |
| ---- | ---------- | ----------------------- | ---- | ------- | -------- | --- |
| 1878 | Eberswalde | Maria-Magdalenen-Kirche |      |         |          | Neugestaltung des Prospekts und Umdisponierung der Marx-Orgel, Verschiebung an anderen Standort, erhalten |